# Lia Manoliu

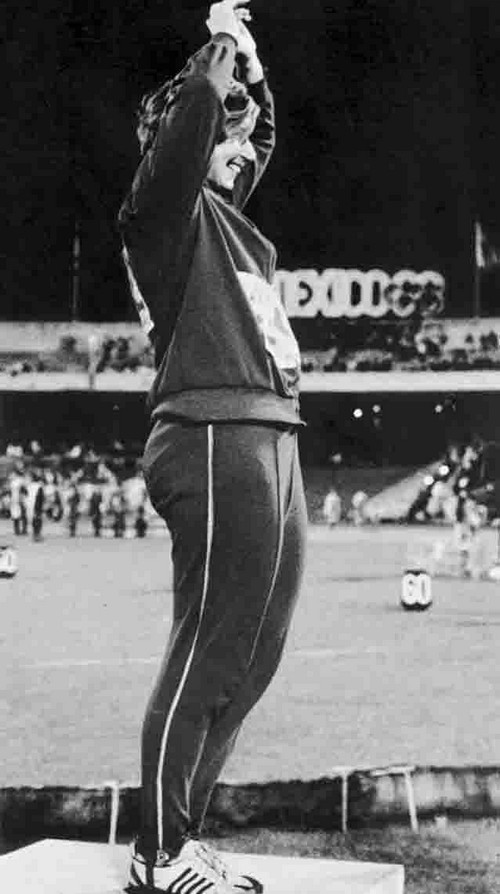
Lia Manoliu op het ereschavot na haar overwinning op de Olympische Spelen van 1968 in Mexico.

Lia Manoliu (Chisinau, 25 april 1932 – Boekarest, 9 januari 1998) was een Roemeense atlete, die was gespecialiseerd in het discuswerpen. Ze werd olympisch kampioene in deze discipline. Manoliu was de eerste atleet die deelnam aan zes Olympische Spelen. Daarbij won ze tweemaal brons (1960 en 1964) en eenmaal goud (1968) op het onderdeel discuswerpen.

## Biografie

### Start loopbaan
Manoliu beoefende aanvankelijk enkele andere sporten. Ze deed aan tennis, tafeltennis, volleybal en basketbal, de laatste sport als lid van het ‘Team Science Boekarest’. Zij studeerde in die tijd voor elektrotechnisch ingenieur aan de Politechnische Universiteit van Boekarest. Pas op haar zestiende begon zij zich te interesseren voor de atletieksport, met name voor het discuswerpen. Twee jaar later werd zij de eerste Roemeense die de discus voorbij de 40 meter wierp (41,44 m). Halverwege de jaren vijftig studeerde zij af als elektrotechnisch ingenieur en trad zij in dienst van 'Impromet' in Boekarest.

### Eerste olympische ervaringen
Manoliu maakte haar olympisch debuut op de Olympische Spelen van 1952 in Helsinki. Ze bereikte er met 42,65 een zesde plaats bij het discuswerpen, dat werd overheerst door Sovjet-Russische atletes. Ze bezetten de eerste drie plaatsen voor hun land, dat voor het eerst in de geschiedenis deelnam aan de Olympische Spelen.
Vier jaar later, op de Spelen van Melbourne, verbeterde Manoliu zich tot 43,90. De concurrentie had intussen echter ook niet stilgezeten en dus kwam de Roemeense er dit keer niet verder mee dan een negende plaats.

### Olympisch brons in '60 en '64
Vanaf 1958 kreeg Manoliu de opwaartse lijn in haar prestaties pas echt goed te pakken. Ze werd in dat jaar kampioene van de Balkan, een titel die zij daarna nog zes keer zou prolongeren. In 1960 overschreed zij vervolgens de 50 metergrens en dat kwam haar op de Olympische Spelen van 1960 goed van pas, want in Rome veroverde zij haar eerste olympische medaille: achter de Sovjet-Russinnen Nina Ponomarjova (goud met 55,10, een olympisch record) en Tamara Press (zilver met 52,59) werd zij derde met 52,36.
Vier jaar later in Tokio streed de Roemeense weer voluit mee voor de medailles. Opnieuw was het prestatiepijl ten opzichte van de vorige editie flink gestegen en weer veroverde Manoliu het brons, dit keer met een beste worp van 56,97. De Duitse Ingrid Lotz (zilver met 57,21) en Tamara Press (goud met 57,27, alweer een olympisch record) wisten als enige twee deelneemsters de 57-metergrens te overschrijden.

### Olympisch goud ondanks armblessure
In de winter van 1967-1968 bracht de Roemeense Atletiek Federatie Lia Manoliu op de hoogte van het feit dat zij, gezien haar leeftijd - ze was inmiddels 35 jaar - niet langer in aanmerking kwam om deel te nemen aan de centrale trainingen. Ze kreeg zelfs de waarschuwing om niet te proberen hiervoor alsnog in aanmerking te komen. Dat verhoogde haar vastberadenheid om het tegendeel te bewijzen en na maanden van harde, maar eenzame trainingen wist zij zich toch te kwalificeren voor de Olympische Spelen in Mexico. Tegen ieders verwachtingen in bereikte Manoliu in Mexico vervolgens het hoogtepunt van haar atletiekloopbaan, ondanks dat ze te kampen had met een armblessure. Volgens haar dokter zou ze in staat zijn om slechts één goede worp te doen. In haar eerste worp kwam ze meteen tot 58,28, wat goed was voor olympisch goud. Het was bovendien een olympisch record.
Ze beëindigde op de Olympische Spelen van München in 1972 haar sportcarrière met een negende plaats.
Manoliu nam ook deel aan vijf Europese kampioenschappen. Hoewel zij in 1971 de enige atlete was die dit had gepresteerd, heeft de Roemeense in dit toernooi nooit hoge ogen kunnen gooien. Haar vierde plaats op de EK van 1969 in Athene was de hoogste klassering die zij ooit heeft behaald.

### Diverse functies
Na haar atletiekloopbaan bekleedde Lia Manoliu diverse belangrijke functies. Zo was zij van 1973 tot 1992 vicepresident van het Roemeens Olympisch Comité, waarna zij tot president werd benoemd. Die functie bekleedde zij tot aan haar dood. Daarnaast was zij van 1976 tot 1995 lid van het Vrouwencomité van de IAAF. In de landelijke politiek maakte zij van 1990 tot 1992 deel uit van de Roemeense senaat als vertegenwoordigster van de politieke partij FSN.
Lia Manoliu stierf op 65-jarige leeftijd aan een hartaanval, nadat ze een week eerder in coma raakte tijdens een hersentumor-operatie. Ze ligt begraven op de begraafplaats van Bellu.

## Trivia
- Het voormalige Lia Manoliustadion in Boekarest, dat in 2008 werd afgebroken om plaats te maken voor het Stadionul Național, was naar haar vernoemd.

## Titels
- Olympisch kampioene discuswerpen - 1968
- Balkan kampioene discuswerpen - 1958, 1959, 1960, 1962, 1963, 1968, 1969
- Roemeens kampioene discuswerpen - 1952, 1960, 1962, 1963, 1964, 1966, 1968, 1969, 1970

## Persoonlijk record
| Onderdeel    | Prestatie | Jaar |
| ------------ | --------- | ---- |
| discuswerpen | 62,06 m   | 1972 |

## Palmares

### discuswerpen
- 1952: 6e OS - 42,64 m
- 1954: 7e EK - 43,86 m
- 1956: 9e OS - 43,90 m
- 1958:  Balkan kamp. - 46,46 m
- 1959:  Balkan kamp. - 49,31 m
- 1960:  Roemeense kamp. - 49,83 m
- 1960:  Balkan kamp. - 52,09 m
- 1960:  OS - 52,36 m
- 1962:  Roemeense kamp. - 48,90 m
- 1962:  Balkan kamp. - 51,66 m
- 1962: 14e in kwal. EK - 45,02 m
- 1963:  Roemeense kamp. - 53,03 m
- 1963:  Balkan kamp. - 53,00 m
- 1964:  Roemeense kamp. - 53,51 m
- 1964:  OS - 56,96 m
- 1966:  Roemeense kamp. - 52,28 m
- 1966: 13e in kwal. EK - 49,44 m
- 1968:  Balkan kamp. - 59,22 m
- 1968:  Roemeense kamp. - 58,14 m
- 1968:  OS - 58,28 m (OR)
- 1969:  Roemeense kamp. - 58,24 m
- 1969:  Balkan kamp. - 57,54 m
- 1969: 4e EK - 57,38 m
- 1970:  Roemeense kamp. - 58,48 m
- 1971: 13e in kwal. EK - 52,26 m
- 1972: 9e OS - 58,50 m

## Onderscheidingen
- UNESCO Fair Play Prize - 1974
- Olympische Orde in brons - 1975
- IOC Centennial Trophy - 1994

1928: Halina Konopacka ·
1932: Lillian Copeland ·
1936: Gisela Mauermayer ·
1948: Micheline Ostermeyer ·
1952: Nina Romasjkova ·
1956: Olga Fikotová ·
1960: Nina Romasjkova ·
1964: Tamara Press ·
1968: Lia Manoliu ·
1972: Faina Melnik ·
1976: Evelin Schlaak ·
1980: Evelin Jahl ·
1984: Ria Stalman ·
1988: Martina Hellmann ·
1992: Maritza Martén ·
1996: Ilke Wyludda ·
2000: Ellina Zvereva ·
2004: Natalja Sadova ·
2008: Stephanie Brown-Trafton ·
2012: Sandra Perković ·
2016: Sandra Perković ·
2020: Valarie Allman ·
2024: Valarie Allman
- Gemeinsame Normdatei: 1112622489
- World Athletics: 14362392
- Virtual International Authority File: 2277147312819237970001